# 알렉산드르 볼코프 (정치인)

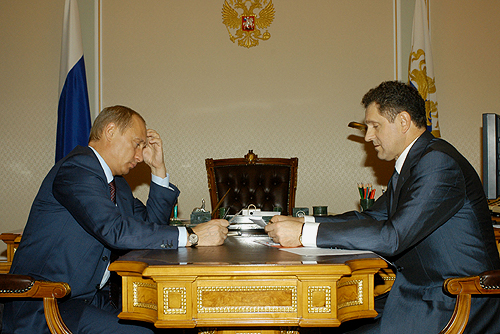
푸틴과 볼코프

알렉산드르 알렉산드로비치 볼코프(러시아어: Алекса́ндр Алекса́ндрович Во́лков, 1951년 12월 25일 ~ 2017년 5월 20일)는 우드무르트 공화국의 대통령이였다. 우리 집 러시아에 가입했었다.
2000년과 2004년에 우드무르트 공화국의 대통령에 선출되었다.